# Lulu (àlbum de Lou Reed i Metallica)
Lulu és un àlbum col·laboratiu entre el compositor de rock Lou Reed i la banda de heavy metal Metallica. Aquest fou el darrer àlbum d'estudi que va enregistrar Reed abans de la seva mort l'any 2013.
L'enregistrament es va produir a San Rafael (Califòrnia) entre els mesos d'abril i juny de 2011, poc després que Reed toqués amb Metallic en el convert del 25è aniversari del Rock and Roll Hall of Fame. Un mes abans de la seva publicació van llançar el primer i únic senzill extret de l'àlbum, «The View». Conceptualment està basat en les dues obres sobre "Lulu" (Erdgeist i Die Büchse der Pandora) realitzades pel dramaturg alemany Frank Wedekind (1864−1918). La majoria de temes estan centrats paraules parlades per Reed sobre composicions instrumentals de Metallica, i algunes veus addicionals realitzades per James Hetfield, cantant de Metallica. El mateix Reed es va encarrega d'esciure la majoria de lletres.

## Producció
La idea de la col·laboració va néixer l'any 2009 quan la banda i Reed van tocar junts en el concert del 25è aniversari del Rock and Roll Hall of Fame. Després de l'actuació van començar a parlar sobre aquest projecte, però no va començar a gravar cançons fins dos anys després. A principis de 2011, Metallica ja va desvelar que estaven treballant en un alguna cosa diferent al que havien fet fins ara, però no van donar més informació fins a l'estiu, quan van revelar que havien col·laborat amb Lou Reed per enregistrar un àlbum completat al mes de juny.
La intenció original sobre la col·laboració era que Metallica regravés diverses cançons de Reed no publicades fins al moment. Entre aquestes cançons hi havia una col·lecció de temes composts per una obra de teatre titulada "Lulu", una producció teatral de dues obres originalment escrites pel compositor alemany Frank Wedekind. Reed va compartir les demos d'aquestes cançons amb Metallica i aquests van contribuir amb arranjaments molt significatius.
Totes les cançons estigueren disponibles en els respectius llocs web oficials abans del llançament de l'àlbum, però igualment se'n va extreure un senzill, «The View» via streaming online. El videoclip del senzill fou dirigit per Darren Aronofsky amb la fotografia per Matthew Libatique.

## Recepció
Gran part de la crítica musical va deixar en molt mal lloc aquest treball i no van sobresortir gaires opinions positives. Els detractors van indicar que l'àlbum era un gran fracàs, molt poc interessant a tots els nivells i molt tediós i avorrit. Atès el llegat musical de Lou Reed, la majoria de crítiques es van centrar en Metallica. Alguns mitjans van lloar Lulu anant a contracorrent de la majoria. Per una banda van indicar que era més recomanable per als seguidors de Reed que per als de Metallica perquè era un treball poc comercial i difícil d'escoltar. A causa de les diverses crítiques que van rebre, Reed va respondre que li eren absolutament igual perquè ell era músic per a divertir-se i estava molt satisfet amb el resultat final. Per part de Metallica, Ulrich va declarar que van representar cap sorpresa, ja que estaven acostumats a les reaccions negatives des de l'inici de la seva carrera, posant per exemple del daltabaix que va suposar introduir guitarres acústiques al heavy metal com van fer a "Fade to Black". La poesia de Reed no és accessible a tothom i molts seguidors no tenen suficient nivell intel·lectual per a entendre les lletres.
Als Estats Units va debutar en la llista d'albums en la posició 36. Això va representar la millor publicació de Reed des de Sally Can't Dance (1974) on arribà a la desena posició. Aquest fet posa de manifest la poca comercialitat dels treballs de Reed malgrat tractar-se d'una de les figures més respectades del món de la música, alhora que explica per què alguns seguidors de Metallica i mitjans que treballen bàsicament amb música comercial no valoressin gaire positivament aquest àlbum.

## Llista de cançons
Totes les lletres escrites per Lou Reed, totes les cançons foren compostes per Reed i Metallica.
| 1. | «Brandenburg Gate» | 4:20  |
| 2. | «The View»         | 5:15  |
| 3. | «Pumping Blood»    | 7:25  |
| 4. | «Mistress Dread»   | 6:50  |
| 5. | «Iced Honey»       | 4:35  |
| 6. | «Cheat on Me»      | 11:25 |

| 7.            | «Frustration» | 8:35  |
| 8.            | «Little Dog»  | 8:00  |
| 9.            | «Dragon»      | 11:10 |
| 10.           | «Junior Dad»  | 19:30 |
| Durada total: | Durada total: | 87:05 |

## Posicions en llista
| Llista (2011) | Posició |
| ------------- | ------- |
| Alemanya      | 6       |
| Austràlia     | 33      |
| Canadà        | 26      |
| Estats Units  | 36      |
| Espanya       | 12      |
| França        | 23      |
| Itàlia        | 9       |
| Japó          | 14      |
| Nova Zelanda  | 12      |
| Portugal      | 8       |
| Regne Unit    | 36      |

## Crèdits
Músics
- Lou Reed – cantant, continuum, guitarra acústica
- James Hetfield – guitarra rítmica, veus addicionals, guitarra solista in "Junior Dad"
- Kirk Hammett – guitarra solista, guitarra rítmica in "Junior Dad"
- Robert Trujillo – baix
- Lars Ulrich – bateria

Músics addicionals
- Sarth Calhoun – Electrònica
- Jenny Scheinman – violí, viola, arranjaments de corda
- Gabe Witcher – violí
- Megan Gould – violí
- Ron Lawrence – viola
- Marika Hughes – violoncel
- Ulrich Maiss – violoncel a "Little Dog" i "Frustration"
- Rob Wasserman – contrabaix elèctric a "Junior Dad"
- Jessica Troy – viola a "Junior Dad"

Personal addicional
- Anton Corbijn – fotografia
- Stan Musilek – fotografia
- Greg Fidelman – producció, mescles, enginyeria
- Lou Reed – producció
- Hal Willner – producció
- Vlado Meller – masterització